# René de Labarrière
René de Labarrière (Carcassonne, 28 januari 1899 - bij Nazareth, 6 juli 1948) was een Frans officier. Hij was de eerste soldaat die tijdens een vredesoperatie van de Verenigde Naties om het leven kwam.

## Levensloop
Labarrière werd geboren als zoon van een militair. Ten tijde van de Eerste Wereldoorlog meldde hij zich op een leeftijd van 18 jaar vrijwillig voor het Franse leger. Zijn opleiding volgde hij op de École Spéciale Militaire de Saint-Cyr en zijn militaire carrière liep via Algerije, Libanon en Syrië, die onder het Franse mandaat lagen van Volkenbond.
In 1939, aan het begin van de Tweede Wereldoorlog, keerde hij terug naar Frankrijk. Terwijl hij de leiding had over compagnie tirailleurs, raakte hij gewond en werd hij gevangengenomen door de Duitsers.
Na de bevrijding werd hij in juni 1948 samen met een zestigtal andere militairen ingedeeld bij de eerste missie van de Verenigde Naties. Met deze missie waarin hij toezicht hield op het bestand in Palestina, de UNTSO, raakte hij dodelijk gewond door een ontploffing van mogelijk een granaat of een landmijn.

## Erkenning
Op 6 oktober 1998 werd hij als eerste, samen met Dag Hammarskjöld en Folke Bernadotte, postuum onderscheiden met de Dag Hammarskjöldmedaille, een onderscheiding van de VN voor militairen, politiepersoneel en burgers die het leven lieten terwijl ze werkten voor een vredesoperatie van de VN.